# 양림동
양림동(楊林洞)은 대한민국 광주광역시 남구의 법정동, 행정동이다. 양림동은 사직산과 양림산으로 이어지는 능선의 동남사면에 자리잡은 전통 주거지역이다. 일제시대에 선교사가 들어와 여학교와 병원을 개설하여 세칭 ‘서양촌’으로 불렸다.양림동은 동쪽으로 광주천을 경계로 동구 금동, 서쪽으로 백운 1, 2동, 남쪽으로 방림 1동, 북쪽은 사직동과 접해 있다. 학강초등학교 등 5개의 학교가 밀집되어 있다. 순수 주거지역으로 소득기반 낙후되어 있으며, 6개의 대형교회가 소재하고 있어 동민의 약 65%가 교인으로 종교촌의 성격을 띄고 있다.

## 유래
그 유래에 대해서는 세가지 다른 설명이 있다. 양림의 어원이 볕 양(陽), 수풀 림(林)에 있다고 보는 사람들은 볕이 잘 드는 숲이라고 하여 이 이름이 붙었다고 한다. 양림의 어원이 버들 양(楊), 수풀 림(林)에 있다고 보는 사람들은 버드나무가 많은 곳이라고 하여 이 이름이 붙었다고 한다. 양림의 어원이 버드름에 있다고 보는 입장에서는 우리말인 버드름을 한자를 빌려 적으면서 이 이름이 생겨났다고 한다.
양림이 햇볕숲을 의미하는 양림(陽林)에서 왔다고 보는 사람들은 다음과 같이 이야기한다. 양림산은 원래 햇볕이 잘 들고, 광주읍성 바로 부근에 위치하여 사동,서동과 함께 많은 양반들이 거주하였고 광주(光州)정(鄭)씨의 집성촌이 있었다. 양림동은 조선시대 광주군 부동방면에 속하였는데, 부동방면은 불교에서 저승을 맡아 어두운 곳의 사람들을 밝은 곳으로 이끄는 역할을 하는 부동명왕에서 온 말이다. 양지녘으로서 양림동에서는 대추나무와 대나무가 본디 유명했다. 양림동은 옆에 흐르는 내 이름을 대추여울이라는 뜻의 조탄, 저수지이름을 조탄보라고 불렀다는 데에서 엿볼 수 있든 대추나무가 유명했을 것으로 추정된다. 양림동에는 지금도 곳곳에 대숲이 있는데, 옛날부터 양림산에 대숲이 무성했으며, 이 대숲은 광주관아에서 특별히 관리를 했고, 대나무를 베어 관과 국가의 수요에 응하였고 조선4대 죽산품 산지 중 한 곳이였다. 이러한 측면에서 생각하면 양림이란 버드나무숲의 의미가 아니라, 나무들이 잘 자라는 햇볕이 따뜻한 숲, 즉 햇살이 깃드는 숲이라는 의미로 해석할 수 있다. 그런데 볕 양의 양림이 동음이의어인 버들 양의 양림으로 후대에 변했다고 미루어 생각할 수 있다. 1481년 신동국여지승람 산천조를 보면 양림산(陽林山)의 기록이 보이는데, 현의 서쪽 2리에 있다고 한 것으로 보아 바로 사직공원이 자리한 양림동 뒷산으로 추정된다. 이를 보아 조선 초기에 양림이란 이름이 불리었을 것으로 보이는데, 이 때의 이름은 버들숲이 아닌 햇볕숲이다.
양림동이라는 이름이 버드나무 숲에서 왔다고 보는 사람들은 다음과 같은 근거를 제시한다. 버드나무는 물가에 원래 잘 자라고, 물의 흐름을 느리게 하며, 땅의 침식을 방지하는 특징을 가지고 있어 천변이나 호숫가에 많이 심어졌다. 광주는 원래 경양방죽의 버드나무 숲도 유명하지만, 광주천을 따라서 제방에 심어진 버드나무도 숲을 이루어 그에 못지않았다. 원래 버드나무가 많고 잘 자라는 물가의 땅인데, 광주천이 범람하거나 물결에 주변의 토지가 침식되어 사태가 일어나는 일이 없도록 제방 공사를 하며 버드나무를 계획적으로 심었다. 양림동은 광주천변에 위치하고 있어 버드나무가 많은 동네였고, 자연스럽게 버들숲이라는 이름이 붙었을 것이다. 기록을 살펴보아도 1611년 정엄의 효행을 기리기 위한 정려비문에 양촌(楊村) 정선생이란 표기로 보아 당시 마을 이름을 양촌(楊村) 혹은 양림촌(楊林村)이라고 했을 것이라 추정할 수 있다. 1759년 여지도서에는 광주목 부동방면으로 기록되어 있고 효자 정엄 조의 내용을 보면 그 문려는 양림촌(楊林村)에 있다고 기록하고 있다.
양림이 버드름에서 왔다고 보는 사람들은 다음과 같이 이야기한다. 옛날 마을의 이름은 흔히 마을의 생김새를 보고 지었다. 그런데 양림동의 마을의 생김새를 보면 마을 뒤에 자리잡은 산이 능선을 이루며 광주천까지 뻗고 있다. 뻗어내리는 지세의 모습을 일컫는 말이 버드름이다. 버드름은 ‘뻗다(延)+으름(접미사)‘로 구성된 말이다. 양림산에서 시작된 산 능선이 양파정 능선으로 이어져 광주천에 닿은 모습이 바로 버드름이다. 이 버드름을 한자를 이용하여 이두식으로 표기하면 ’버드는 ‘버드=버들=왕버드나무=楊’으로 적을 수 있고, 름은 발음이 비슷한 ‘름=림=林’을 취하여 양림이라고 적을 수 있다. 그런데 전통적으로 楊이나 柳는 대개 지명에서 버드나무가 아닌 뻗어나간 산버들을 의미한다. 버드름을 한자를 빌어 이두식으로 표기한 것이 양림이라는 것이다.
양림동(楊林洞)은 대한민국 광주광역시 남구의 법정동, 행정동이다. 양림동은 구동의 성거산에서 양림산으로 이어지는 능선의 동남사면에 자리잡은 전통 주거지역이다. 원래의 양림동은 양림산을 뒷산으로 하고, 유달산을 앞산으로 해서 다른 마을과 경계를 지었다고 한다.
1904년에 들어 미국인을 포함하는 외국인 선교사들이 광주로 들어왔다. 우리나라로 선교 활동을 온 미국인들은 선교 과정 중에서의 충돌을 방지하고 선교 활동의 원활을 기하기 위해 선교 활동 지역을 분할하였는데 광주를 비롯한 전라도 지역에는 남장로교의 선교 활동지로 하기로 국내로 들어온 기독교 교회들 간의 합의가 있었다. 우리나라 사람들은 전통적으로 산지에 집을 짓지 않고, 광주 도심에 가까운 곳이었기에 서양의 선교사들이 땅을 사 집을 짓는 것이 용이했다. 양림동으로 들어 온 미국인을 포함하는 외국인 선교사들이 목포를 통해 나주를 거쳐 광주에 이르렀을 때, 그들은 광주읍성 밖의 광주천 건너에 있는 양림 산턱에 정착했다. 그들은 구빈, 교육, 의료를 통해 일반인들의 교회에 대한 거리감을 줄이고, 기독교를 사람들에게 전도했다. 1904년 한국명이 배유지(裵裕祉)인 미국 남장로교 선교사 유진벨(1868~1925)과 한국명을 오원 또는 오기원이라 했던 클레멘트 오웬을 비롯한 많은 선교사 들이 양림동으로 모여 들면서 세칭 ‘서양촌’을 이루며 기독교 복음 전파의 터전을 만들었다. 오웬의 이름을 빌어 지은 오웬 기념각에서는 일제의 감시에도 강연회, 가극대회 등 대중 행사가 열려 일제 강점기에 지친 지역 주민들의 심신을 달래주었다. 선교사들은 우리네 전통 집터 관념과 달리 언덕 위쪽에 집을 지었고, 캐나다 은단풍나무, 북미산 흑호도나무, 피칸나무, 포플러, 플라타너스 등 외래종 수목을 심었으며, 전도와 의료활동 등 여러 활동을 통해 지역 주민들에게 다가갔다. 1905년 배유지 선교사 임시사택에서 광주근대 병원(제중원)이 시작되었고, 1909년 나환자들을 위한 구라사업과 광주 나병원, 결핵 진료원등을 열어 의료 선교와 호혜를 실천하였다.
또한 정낙교,최상현을 비롯한 광주 5대 부자들이 살았던 곳으로 전통문화와 서양의 문화가 결합되 김현승,정율성,정준채,정추 등 유라시아를 관통하는 많은 문화예술인들을 배출했고 1950년대에는 시문학을 하는 사람들이 양림동에 많이 들어와 살게 되면서 다형 김현승 시인의 명성과 함께 시인의 마을로 불리었다. 지금에 이르러서는 ‘문화예술마을’로 불리고 있다. 광주선교부가 있던 곳으로 우일선교사 사택 및 400년이 넘은 양림호랑가시나무 등 많은 기독교 선교문화 유적이 산재해있으며, 충효개비석을 비롯 지방민속문화재로 지정되어있는 이장우가옥, 최승효가옥 등 우리의 전통 문화재가 많이 보존되어있는 곳이다.

## 연혁
- 조선후기 광주군 부동 방면에 속했음
- 1947년 8월 15일 광주시 양림동으로 개칭
- 1973년 7월 1일 구제 실시에 따라 동구 양림동이 됨
- 1986년 11월 1일 광주직할시 서구 양림동이 됨
- 1995년 3월 1일 광주광역시 남구 양림동이 됨

## 교육
- 광주학강초등학교
- 광주수피아여자중학교
- 수피아여자고등학교
- 기독간호대학교
- 호남신학대학교

## 아파트
| 단지명             | 건설사          | 시행사       | 주소 | 입주        | 비고     |
| ------------------ | --------------- | ------------ | ---- | ----------- | -------- |
| 양림휴먼시아 1단지 | 동부건설 ㈜한양 | 대한주택공사 |      | 2008년 5월  |          |
| 양림휴먼시아 2단지 | 남해종합개발    | 대한주택공사 |      | 2008년 10월 | 국민임대 |